# Sarcophage de la Chasse de Méléagre
Le sarcophage de la Chasse de Méléagre est un sarcophage paléochrétien conservé au musée Saint-Raymond de Toulouse.
Ce sarcophage comporte une cuve et un couvercle prismatique, mais le couvercle n'est pas celui de la cuve. Tous les deux ont été trouvés près de la basilique Saint-Sernin de Toulouse. Ils proviendraient de l'ancien cimetière. Ils sont en marbre blanc venant des Pyrénées. Ils datent d'environ 375-400 ap. J.-C. Ils sont de style voisin et de grande qualité. Ils sont exposés au sous-sol du musée Saint-Raymond, dans l'ancienne nécropole de la basilique Saint-Sernin.

## La cuve

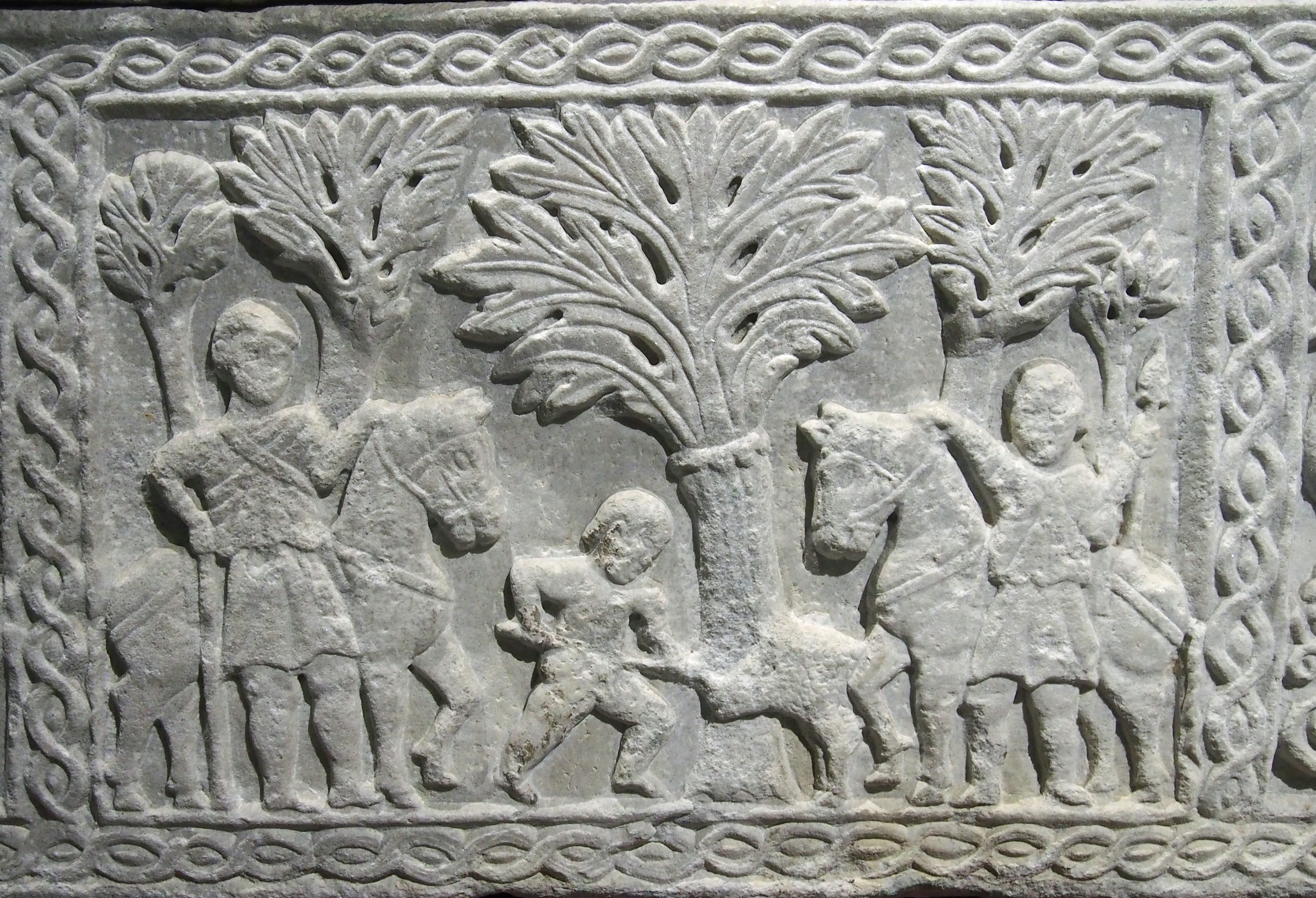

Aux quatre angles, il y a des colonnettes torses surmontées d'un chapiteau. Sur les trois faces ornées, les bordures inférieure et supérieure comportent une torsade. Sur la face principale, des torsades identiques permettent la séparation en trois compartiments. Cette face a une hauteur de 0,51m à gauche et de 0,52m à droite, sa longueur est de 2,03m dans la partie supérieure et 1,89m dans la partie inférieure. Le côté droit a une largeur supérieure de 0,68m et inférieure de 0,63m alors que le côté gauche a une largeur supérieure de 0, 69m et inférieure de 0,61m.
Au centre, c'est un décor païen repris par les chrétiens. Deux personnages à cheval représenteraient Castor et Pollux, ils ont suivi Méléagre à la chasse au sanglier. Celui-ci est à pied et attaque un sanglier. Des arbres complètent le décor. La légende raconte que Méléagre a appelé Castor et Pollux afin de l'aider à tuer le sanglier de Calydon. Castor et Pollux sont identifiés aux Dioscures qui sont des héros et qui personnifient le ciel.

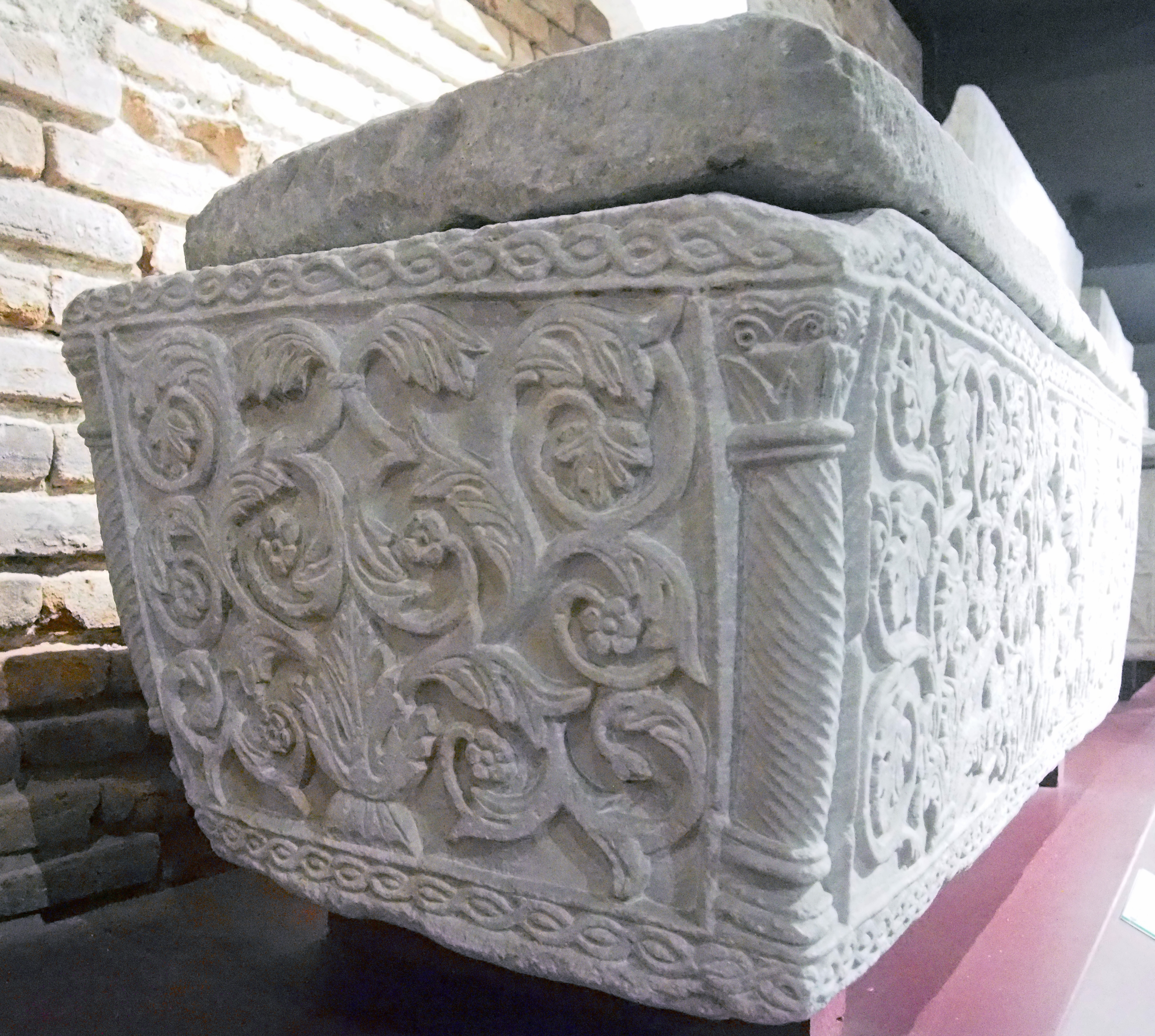

Sur les compartiments latéraux, on observe un décor floral avec des rinceaux de vigne.
Sur les côtés, il y a aussi un décor floral avec des rinceaux fleuris.

## Le couvercle
Ce couvercle prismatique a une hauteur de 0,26m, une largeur à droite de 0,71m et à gauche de 0,70m, une longueur de façade de 2m et une longueur de l'arête supérieure de 1,27m.
Les arêtes sont sculptées en épis, une moulure câblée en contourne la base. La face avant est partagée en trois. Au centre un chrisme, inscrit dans une couronne à trois rangs de feuilles, est porté de part et d'autre par deux génies nus.
Les côtés et les deux parties extrêmes de la face avant sont décorés de rinceaux de vigne.
Le dos du couvercle est décoré d'imbrications et non de rinceaux.